# Toronto International Film Festival People’s Choice Award
Nagroda Publiczności na Międzynarodowym Festiwalu Filmowym w Toronto (ang. The Toronto International Film Festival Grolsch People’s Choice Award) – coroczna nagroda filmowa przyznawana przez widzów festiwalowych dla najlepszego filmu w selekcji MFF w Toronto. Obecnie sponsorem nagrody jest Grolsch, wcześniej była nim m.in. firma Cadillac. Nagroda jest uważana za wiarygodnego prognostyka do zdobycia Oscara.

## Nagrodzeni
| Rok  | Film                                    | Reżyser                       |
| ---- | --------------------------------------- | ----------------------------- |
| 1978 | Girlfriends                             | Claudia Weill                 |
| 1979 | Best Boy                                | Ira Wohl                      |
| 1980 | Zmysłowa obsesja                        | Nicolas Roeg                  |
| 1981 | Rydwany ognia                           | Hugh Hudson                   |
| 1982 | Burza                                   | Paul Mazursky                 |
| 1983 | Wielki chłód                            | Lawrence Kasdan               |
| 1984 | Miejsca w sercu                         | Robert Benton                 |
| 1985 | Wersja oficjalna                        | Luis Puenzo                   |
| 1986 | Upadek Cesarstwa Amerykańskiego         | Denys Arcand                  |
| 1987 | Narzeczona dla księcia                  | Rob Reiner                    |
| 1988 | Kobiety na skraju załamania nerwowego   | Pedro Almodóvar               |
| 1989 | Roger and Me                            | Michael Moore                 |
| 1990 | Cyrano de Bergerac                      | Jean-Paul Rappeneau           |
| 1991 | Fisher King                             | Terry Gilliam                 |
| 1992 | Roztańczony buntownik                   | Baz Luhrmann                  |
| 1993 | Berbeć                                  | Stephen Frears                |
| 1994 | Ksiądz                                  | Antonia Bird                  |
| 1995 | Ród Antonii                             | Marleen Gorris                |
| 1996 | Blask                                   | Scott Hicks                   |
| 1997 | Wiszący ogród                           | Thom Fitzgerald               |
| 1998 | Życie jest piękne                       | Roberto Benigni               |
| 1999 | American Beauty                         | Sam Mendes                    |
| 2000 | Przyczajony tygrys, ukryty smok         | Ang Lee                       |
| 2000 | Świat na talerzu                        | Rob Sitch                     |
| 2000 | Niewinność                              | Paul Cox                      |
| 2000 | Billy Elliot                            | Stephen Daldry                |
| 2001 | Amelia                                  | Jean-Pierre Jeunet            |
| 2001 | Maya                                    | Digvijay Singh                |
| 2001 | Monsunowe wesele                        | Mira Nair                     |
| 2002 | Jeździec wielorybów                     | Niki Caro                     |
| 2002 | Zabawy z bronią                         | Michael Moore                 |
| 2002 | Podkręć jak Beckham                     | Gurinder Chadha               |
| 2003 | Zatōichi                                | Takeshi Kitano                |
| 2003 | Go Further                              | Ron Mann                      |
| 2003 | Korporacja                              | Mark Achbar i Jennifer Abbott |
| 2004 | Hotel Ruanda                            | Terry George                  |
| 2005 | Tsotsi                                  | Gavin Hood                    |
| 2005 | Żyj i stań się                          | Radu Mihăileanu               |
| 2005 | Wyścig marzeń                           | John Gatins                   |
| 2005 | Tajemnica Brokeback Mountain            | Ang Lee                       |
| 2005 | Moje matki                              | Klaus Härö                    |
| 2006 | Bella                                   | Alejandro Gómez Monteverde    |
| 2006 | Mój najlepszy przyjaciel                | Patrice Leconte               |
| 2006 | Nie gadaj, tylko śpiewaj - Dixie Chicks | Barbara Kopple i Cecilia Peck |
| 2007 | Wschodnie obietnice                     | David Cronenberg              |
| 2007 | Juno                                    | Jason Reitman                 |
| 2007 | Body of War                             | Ellen Spiro i Phil Donahue    |
| 2008 | Slumdog. Milioner z ulicy               | Danny Boyle                   |
| 2008 | More Than a Game                        | Kristopher Belman             |
| 2008 | Ukamienowanie Sorayi M.                 | Cyrus Nowrasteh               |
| 2009 | Hej, skarbie                            | Lee Daniels                   |
| 2009 | Mao's Last Dancer                       | Bruce Beresford               |
| 2009 | Bazyl. Człowiek z kulą w głowie         | Jean-Pierre Jeunet            |
| 2010 | Jak zostać królem                       | Tom Hooper                    |
| 2010 | Pierwszoklasista                        | Justin Chadwick               |
| 2011 | Dokąd teraz?                            | Nadine Labaki                 |
| 2011 | Starbuck                                | Ken Scott                     |
| 2011 | Rozstanie                               | Asghar Farhadi                |
| 2012 | Poradnik pozytywnego myślenia           | David O. Russell              |
| 2012 | Operacja Argo                           | Ben Affleck                   |
| 2012 | Mój przyjaciel wróg                     | Eran Riklis                   |
| 2013 | Zniewolony                              | Steve McQueen                 |
| 2013 | Tajemnica Filomeny                      | Stephen Frears                |
| 2013 | Labirynt                                | Denis Villeneuve              |
| 2014 | Gra tajemnic                            | Morten Tyldum                 |
| 2014 | Nauka jazdy                             | Isabel Coixet                 |
| 2014 | Mów mi Vincent                          | Theodore Melfi                |
| 2015 | Pokój                                   | Lenny Abrahamson              |
| 2015 | Boginie                                 | Pan Nalin                     |
| 2015 | Spotlight                               | Tom McCarthy                  |
| 2016 | La La Land                              | Damien Chazelle               |
| 2016 | Lion. Droga do domu                     | Garth Davis                   |
| 2016 | Królowa Katwe                           | Mira Nair                     |
| 2017 | Trzy billboardy za Ebbing, Missouri     | Martin McDonagh               |
| 2017 | Jestem najlepsza. Ja, Tonya             | Craig Gillespie               |
| 2017 | Tamte dni, tamte noce                   | Luca Guadagnino               |
| 2018 | Green Book                              | Peter Farrelly                |
| 2018 | Gdyby ulica Beale umiała mówić          | Barry Jenkins                 |
| 2018 | Roma                                    | Alfonso Cuarón                |
| 2019 | Jojo Rabbit                             | Taika Waititi                 |
| 2019 | Historia małżeńska                      | Noah Baumbach                 |
| 2019 | Parasite                                | Bong Joon-ho                  |
| 2020 | Nomadland                               | Chloé Zhao                    |
| 2020 | Pewnej nocy w Miami...                  | Regina King                   |
| 2020 | Beans                                   | Tracey Deer                   |